# Paus Theodorus II
Paus Theodorus II (Constantinopel, 840 - Rome, december 897) was paus in december 897 en stierf twintig dagen na zijn verkiezing. Er is niet veel bekend over deze 115de paus, zelfs zijn echte naam is onbekend.
Wel bekend is dat hij in 840 in Constantinopel, de hoofdstad van het Oost-Romeinse Rijk, is geboren als zoon van patriarch Photius I.
Hij rehabiliteerde paus Formosus door diens verrichte daden en wijdingen te erkennen. Verder liet hij het lichaam van Formosus uit het graf halen waar het begraven was nadat het
in Tiber was geworpen. Het lichaam werd opnieuw begraven in de Sint-Pietersbasiliek. Het is niet bekend hoe hij is gestorven.